# Günters dik-dik
Günthers dik-dik (Madoqua guntheri) är en antilopart som tillhör gasellantiloperna. Inga underarter finns listade. IUCN kategoriserar arten globalt som livskraftig. Man hittar den i Uganda, Kenya, Etiopien och Somalia.

## Utseende
Günthers dik-dik har en päls som är gråfläckig på ryggen, på sidorna och magen ljust färgad. Pannan och den snabelliknande nosen är rödaktiga. Det är endast hanen som har horn och de är mellan 4 och 9 centimeter långa, tunna och raka. Dik-diken kan ha en mankhöjd på mellan 32 och 36 centimeter och den kan väga mellan 4 och 5,5 kilo.

## Levnadssätt

### Socialt beteende
Günthers dik-dik trivs bäst i torra buskmarker där den söker efter blad, skott, frukt och blommor. Dik-diken är ett skyggt djur som försvinner in i närmsta buskage om fara hotar. Den ger ifrån sig ett fågelliknande läte ”zick-zick”, vid fara eller uppvaktning. Det är lätet som har gett dik-diken dess namn.
Dik-diker lever oftast i par, men det förekommer också att de lever i små grupper eller ensamma. De har ett nätverk av stigar, viloplatser och avträden inom sitt revir, som de ogärna lämnar. Dik-diken behöver ingen vattenkälla inom reviret, därför att de får i sig all vätska de behöver genom din föda.

### Fortplantning
En dik-dikhona kan få två ungar per år. Efter en dräktighet på fyra månader föder honan en unge som ligger gömd de första två till tre veckorna. Ungen är avvand vid ungefär 4 månaders ålder. En hona blir könsmogen när hon är drygt 7 månader medan en hane blir könsmogen en månad senare. När ungarna blir könsmogna jagar föräldrarna bort dem från reviret.

### Predatorer
En Günthers dik-dik kan ha en livslängd på ungefär 10 år om den inte stöter ihop med några av de rovdjur som jagar dem. Det är de större och medelstora rovdjuren som kan tänka sig att slå en dik-dik.